# Verein für Bewegungsspiele Oldenburg 2013-2014
Questa voce raccoglie le informazioni riguardanti il Verein für Bewegungsspiele Oldenburg nelle competizioni ufficiali della stagione 2013-2014.

## Stagione
Nella stagione 2013-2014 l'Oldenburg, allenato da Alexander Nouri, concluse il campionato di Regionalliga nord al 3º posto.

## Rosa
| N. |                         | Ruolo | Calciatore           |
| -- | ----------------------- | ----- | -------------------- |
| 1  | Afghanistan (bandiera)  | P     | Mansur Faqiryar      |
| 5  | Germania (bandiera)     | D     | Tim Petersen         |
| 6  | Germania (bandiera)     | D     | Peer Wegener         |
| 7  | Germania (bandiera)     | C     | Christian Thölking   |
| 8  | Germania (bandiera)     | C     | Leo Baal             |
| 9  | Germania (bandiera)     | A     | Kai Pröger           |
| 10 | Germania (bandiera)     | C     | Hendrik Großöhmichen |
| 13 | RD del Congo (bandiera) | A     | Addy-Waku Menga      |
| 14 | Germania (bandiera)     | A     | Shaun Minns          |
| 15 | Germania (bandiera)     | D     | Franko Uzelac        |
| 16 | Germania (bandiera)     | C     | Kevin Samide         |
| 17 | Germania (bandiera)     | C     | Musa Karli           |
| 18 | Germania (bandiera)     | A     | John Thöle           |

| N. |                     | Ruolo | Calciatore               |
| -- | ------------------- | ----- | ------------------------ |
| 19 | Germania (bandiera) | A     | Lucas Höler              |
| 19 | Germania (bandiera) | A     | Steven Müller-Rautenberg |
| 20 | Germania (bandiera) | C     | Marcel Gottschling       |
| 21 | Germania (bandiera) | D     | Thorsten Tönnies         |
| 23 | Germania (bandiera) | D     | Daniel Halke             |
| 24 | Germania (bandiera) | P     | Jannik Zohrabian         |
| 26 | Germania (bandiera) | C     | Nils Laabs               |
| 27 | Canada (bandiera)   | A     | Maycoll Canizales        |
| 28 | Senegal (bandiera)  | C     | Mohamed Aidara           |
| 30 | Germania (bandiera) | D     | Alexander Baal           |
| 33 | Germania (bandiera) | A     | Lars Scholz              |
|    | Germania (bandiera) | C     | Marten Niemeyer          |

## Organigramma societario
Area tecnica
- Allenatore: Alexander Nouri
- Allenatore in seconda:
- Preparatore dei portieri:
- Preparatori atletici:
- Analisi video:

## Calciomercato

### Sessione estiva
| Acquisti | Acquisti           | Acquisti            | Acquisti |
| R.       | Nome               | da                  | Modalità |
| -------- | ------------------ | ------------------- | -------- |
| C        | Musa Karli         | Darmstadt           |          |
| A        | Maycoll Canizales  | Roßbach/Wied        |          |
| C        | Marcel Gottschling | Oldenburg U19       |          |
| A        | Lucas Höler        | Blumenthaler SV U19 |          |
| C        | Nils Laabs         | Oberneuland         |          |
| A        | Addy-Waku Menga    | Preußen Münster     |          |
| A        | Shaun Minns        | Oberneuland         |          |
| C        | Kevin Samide       | Lubecca             |          |
| P        | Jannik Zohrabian   | SV Wilhelmshaven    |          |

| Cessioni | Cessioni        | Cessioni         | Cessioni |
| R.       | Nome            | a                | Modalità |
| -------- | --------------- | ---------------- | -------- |
| C        | Mustafa Azadzoy | TB Uphusen       |          |
| C        | Flodyn Baloki   | NTSV Strand 08   |          |
| C        | Julian Bennert  | Cloppenburg      |          |
| C        | Ferhat Bıkmaz   | Havelse          |          |
| C        | Nick Köster     | Jeddeloh         |          |
| P        | René Melzer     | Niendorfer TSV   |          |
| C        | Jascha Stern    | FC Hagen/Uthlede |          |
| C        | Claude Videgla  | Příbram          |          |

## Risultati

### Regionalliga

#### Girone di andata
| Arbitro: | Yılmaz |

|                |           |  |
| Menga 31’, 83’ | Marcatori |  |

| Arbitro: | Ehlers |

|            |           |                                   |
| Harrer 54’ | Marcatori | 18’ (rig.), 79’ (rig.), 88’ Menga |

| Arbitro: | Hussein |

|                                   |           |           |
| Dehner 9’ Meyer 14’ Ostermann 89’ | Marcatori | 58’ Menga |

| Arbitro: | Pfeifer |

|                     |           |                        |
| Menga 28’ Höler 35’ | Marcatori | 67’ Keyser 90’ Subašić |

| Arbitro: | Schröder |

|                                            |           |                    |
| Ayçiçek 5’ Lorenzen 19’, 48’ Hernández 89’ | Marcatori | 39’ Baal 55’ Höler |

| Arbitro: | Aarnink |

|                                          |           |                                 |
| Pröger 3’, 17’, 49’ Samide 45’ Laabs 55’ | Marcatori | 33’ (aut.) Tönnies 61’ Beismann |

| Arbitro: | Bramlage |

|                          |           |                                       |
| Kosenkow 44’ Olthoff 58’ | Marcatori | 5’ Baal 28’, 39’ Menga 36’, 55’ Laabs |

| Arbitro: | Hass |

|                    |           |                   |
| Baal 32’ Halke 56’ | Marcatori | 35’ (rig.) Yazgan |

| Wilhelmshaven 27 settembre 2013, ore 19:30 CEST 9ª giornata | Wilhelmshaven | 0 – 0 referto | Oldenburg | Jadestadion (1 870 spett.)\| Arbitro: \| Pfeifer \| |
| Arbitro:                                                    | Pfeifer       |               |           |                                                     |

| Arbitro: | Eichhorst |

|                       |           |  |
| Wegener 43’ Menga 47’ | Marcatori |  |

| Arbitro: | Riedel |

|  |           |                     |
|  | Marcatori | 32’ Halke 87’ Menga |

| Arbitro: | Hübner |

|                               |           |  |
| Baal 37’ Menga 42’ Pröger 64’ | Marcatori |  |

| Arbitro: | Porsch |

|                          |           |                                    |
| Pichinot 56’ Fischer 70’ | Marcatori | 10’ Menga 19’ Höler 29’, 45’ Laabs |

| Arbitro: | Helwig |

|                     |           |                      |
| Menga 41’ Laabs 65’ | Marcatori | 40’ Kunath 48’ Meyer |

| Rehden 10 novembre 2013, ore 15:00 CET 15ª giornata | Rehden | 0 – 0 referto | Oldenburg | Waldsportstätten (1 800 spett.)\| Arbitro: \| Martin \| |
| Arbitro:                                            | Martin |               |           |                                                         |

| Arbitro: | Jablonski |

|                 |           |                      |
| Robben 34’, 77’ | Marcatori | 14’ Pröger 46’ Laabs |

| Arbitro: | Eichhorst |

|                         |           |                       |
| Hyseni 22’ Issahaku 44’ | Marcatori | 30’ Pröger 45’ Uzelac |

#### Girone di ritorno
| Arbitro: | Neitzel-Petersen |

|  |           |                           |
|  | Marcatori | 69’ Halke 89’ Gottschling |

| Arbitro: | Schönheit |

|  |           |                       |
|  | Marcatori | 76’ Kramer 78’ Zekiri |

| Arbitro: | Krohn |

|                |           |                             |
| Höler 22’, 59’ | Marcatori | 27’ Hasanbegović 90’ Walter |

| Arbitro: | Paltchikov |

|           |           |                  |
| Hoose 27’ | Marcatori | 45’ (rig.) Menga |

| Arbitro: | Ehlers |

|                                |           |  |
| Höler 41’ Baal 66’ Wegener 75’ | Marcatori |  |

| Arbitro: | Dittrich |

|                     |           |             |
| Helwe 11’ Cicek 83’ | Marcatori | 64’ Tönnies |

| Arbitro: | Dornieden |

|            |           |  |
| Aidara 90’ | Marcatori |  |

| Arbitro: | Pfeifer |

|                        |           |                  |
| Scheidhauer 29’ (rig.) | Marcatori | 89’ (rig.) Laabs |

| Arbitro: | Aarnink |

|                                          |           |                   |
| Laabs 18’ Baal 41’ Menga 66’ (rig.), 89’ | Marcatori | 70’ (rig.) Ficara |

| Arbitro: | Paltchikov |

|                              |           |                             |
| Behrens 50’ Prokoph 60’, 81’ | Marcatori | 52’ (rig.) Menga 73’ Pröger |

| Arbitro: | Hübner |

|  |           |             |
|  | Marcatori | 86’ Sobiech |

| Arbitro: | Schönheit |

|                     |           |                                          |
| Schlüter 89’ (rig.) | Marcatori | 43’ Höler 65’ Minns 80’ Menga 85’ Pröger |

| Arbitro: | Riehl |

|                                                                    |           |  |
| Samide 7’, 52’, 68’ Laabs 32’ Menga 43’, 65’, 83’ Höler 86’ (rig.) | Marcatori |  |

| Arbitro: | Glowatzka |

|            |           |                                                     |
| Tunjic 81’ | Marcatori | 16’ Höler 55’ (aut.) Heinemann 73’ Menga 85’ Scholz |

| Arbitro: | Hass |

|                  |           |  |
| Heyken 7’ (aut.) | Marcatori |  |

| Arbitro: | Skorczyk |

|  |           |            |
|  | Marcatori | 73’ Kremer |

| Arbitro: | Brauer |

|            |           |                                       |
| Samide 30’ | Marcatori | 9’, 15’ Hyseni 18’ Fischer 59’ Baloki |

## Statistiche

### Statistiche di squadra
| Competizione      | Punti | In casa | In casa | In casa | In casa | In casa | In casa | In trasferta | In trasferta | In trasferta | In trasferta | In trasferta | In trasferta | Totale | Totale | Totale | Totale | Totale | Totale | DR  |
| Competizione      | Punti | G       | V       | N       | P       | Gf      | Gs      | G            | V            | N            | P            | Gf           | Gs           | G      | V      | N      | P      | Gf     | Gs     | DR  |
| ----------------- | ----- | ------- | ------- | ------- | ------- | ------- | ------- | ------------ | ------------ | ------------ | ------------ | ------------ | ------------ | ------ | ------ | ------ | ------ | ------ | ------ | --- |
| Regionalliga nord | 60    | 17      | 10      | 3       | 4       | 38      | 18      | 17           | 7            | 6            | 4            | 36           | 25           | 34     | 17     | 9      | 8      | 74     | 43     | +31 |
| Totale            | 60    | 17      | 10      | 3       | 4       | 38      | 18      | 17           | 7            | 6            | 4            | 36           | 25           | 34     | 17     | 9      | 8      | 74     | 43     | +31 |

### Andamento in campionato
| Giornata  | 1 | 2 | 3 | 4 | 5 | 6 | 7 | 8 | 9 | 10 | 11 | 12 | 13 | 14 | 15 | 16 | 17 | 18 | 19 | 20 | 21 | 22 | 23 | 24 | 25 | 26 | 27 | 28 | 29 | 30 | 31 | 32 | 33 | 34 |
| --------- | - | - | - | - | - | - | - | - | - | -- | -- | -- | -- | -- | -- | -- | -- | -- | -- | -- | -- | -- | -- | -- | -- | -- | -- | -- | -- | -- | -- | -- | -- | -- |
| Luogo     | C | T | T | C | T | C | T | C | T | C  | T  | C  | T  | C  | T  | T  | T  | T  | C  | C  | T  | C  | T  | C  | T  | C  | T  | C  | T  | C  | T  | C  | C  | C  |
| Risultato | V | V | P | N | P | V | V | V | N | V  | V  | V  | V  | N  | N  | N  | N  | V  | P  | N  | N  | V  | P  | V  | N  | V  | P  | P  | V  | V  | V  | V  | P  | P  |
| Posizione | 4 | 1 | 5 | 6 | 9 | 6 | 5 | 3 | 3 | 2  | 2  | 2  | 1  | 1  | 2  | 2  | 2  | 2  | 2  | 4  | 4  | 4  | 4  | 4  | 4  | 4  | 4  | 4  | 4  | 4  | 3  | 3  | 3  | 3  |

Legenda:

Luogo: C = Casa; T = Trasferta. Risultato: V = Vittoria; N = Pareggio; P = Sconfitta.

### Statistiche dei giocatori
| M. Aidara            | 31 | 1  | 4 | 0 |
| A. Baal              | 4  | 0  | 1 | 0 |
| L. Baal              | 28 | 6  | 1 | 0 |
| M. Canizales         | 32 | 0  | 1 | 0 |
| M. Faqiryar          | 28 | 0  | 2 | 0 |
| M. Gottschling       | 8  | 1  | 0 | 0 |
| H. Großöhmichen      | 19 | 0  | 2 | 0 |
| D. Halke             | 21 | 3  | 5 | 0 |
| L. Höler             | 34 | 9  | 2 | 0 |
| M. Karli             | 7  | 0  | 1 | 0 |
| N. Laabs             | 31 | 10 | 6 | 0 |
| A. Magomadov         | 2  | 0  | 0 | 0 |
| A. Menga             | 32 | 23 | 2 | 0 |
| S. Minns             | 23 | 1  | 0 | 0 |
| S. Müller-Rautenberg | 0  | 0  | 0 | 0 |
| M. Niemeyer          | 1  | 0  | 0 | 0 |
| T. Petersen          | 18 | 0  | 2 | 1 |
| K. Pröger            | 33 | 8  | 2 | 0 |
| K. Samide            | 25 | 5  | 2 | 0 |
| L. Scholz            | 1  | 1  | 0 | 0 |
| J. Thöle             | 0  | 0  | 0 | 0 |
| C. Thölking          | 12 | 0  | 0 | 0 |
| T. Tönnies           | 24 | 1  | 2 | 0 |
| F. Uzelac            | 25 | 1  | 4 | 0 |
| P. Wegener           | 29 | 2  | 4 | 1 |
| J. Zohrabian         | 6  | 0  | 0 | 0 |